# Richard John Roberts
Richard John Roberts (Derby, Anglaterra, 1943) és un bioquímic i biòleg molecular anglès guardonat amb el Premi Nobel de Medicina o Fisiologia l'any 1993.

## Biografia
Va néixer el 6 de setembre de 1943 a la ciutat de Derby, població situada al comtat de Derbyshire. Va estudiar química a la Universitat de Sheffield, on es va graduar el 1965 i es va especialitzar en bioquímica. El 1969 es traslladà als Estats Units, on fou nomenat professor de la Universitat Harvard i posteriorment treballà als Laboratoris Cold Spring Harbor de Nova York. Des de 1992 dirigeix els treballs de recerca del Biolabs Institute, situat a la ciutat de Beverly, població de l'estat nord-americà de Massachusetts.

## Recerca científica
Inicià la seva recerca sobre el material genètic dels virus, particularment de l'adenovirus, arribant a la conclusió que l'àcid ribonucleic (ARN) ha hagut de precedir en l'evolució a l'àcid desoxiribonucleic (ADN), una conclusió que també fou exposada independentment per Phillip Allen Sharp. En unió amb aquest aconseguiren observar coms els introns, fragments d'ADN que no tenen posseeixen informació genètica, observant com la informació dipositada en un gen no hi és de forma contínua sinó que hi és fraccionada o discontínua.
L'any 1993 fou guardonat amb el Premi Nobel de Medicina o Fisiologia, que compartí amb Phillip Allen Sharp, pels seus descobriments sobre els gens discontinus.